# Milionia regina
Milionia regina är en fjärilsart som beskrevs av Druce 1898. Milionia regina ingår i släktet Milionia och familjen mätare. Inga underarter finns listade i Catalogue of Life.